# Sirikan Charoensiri

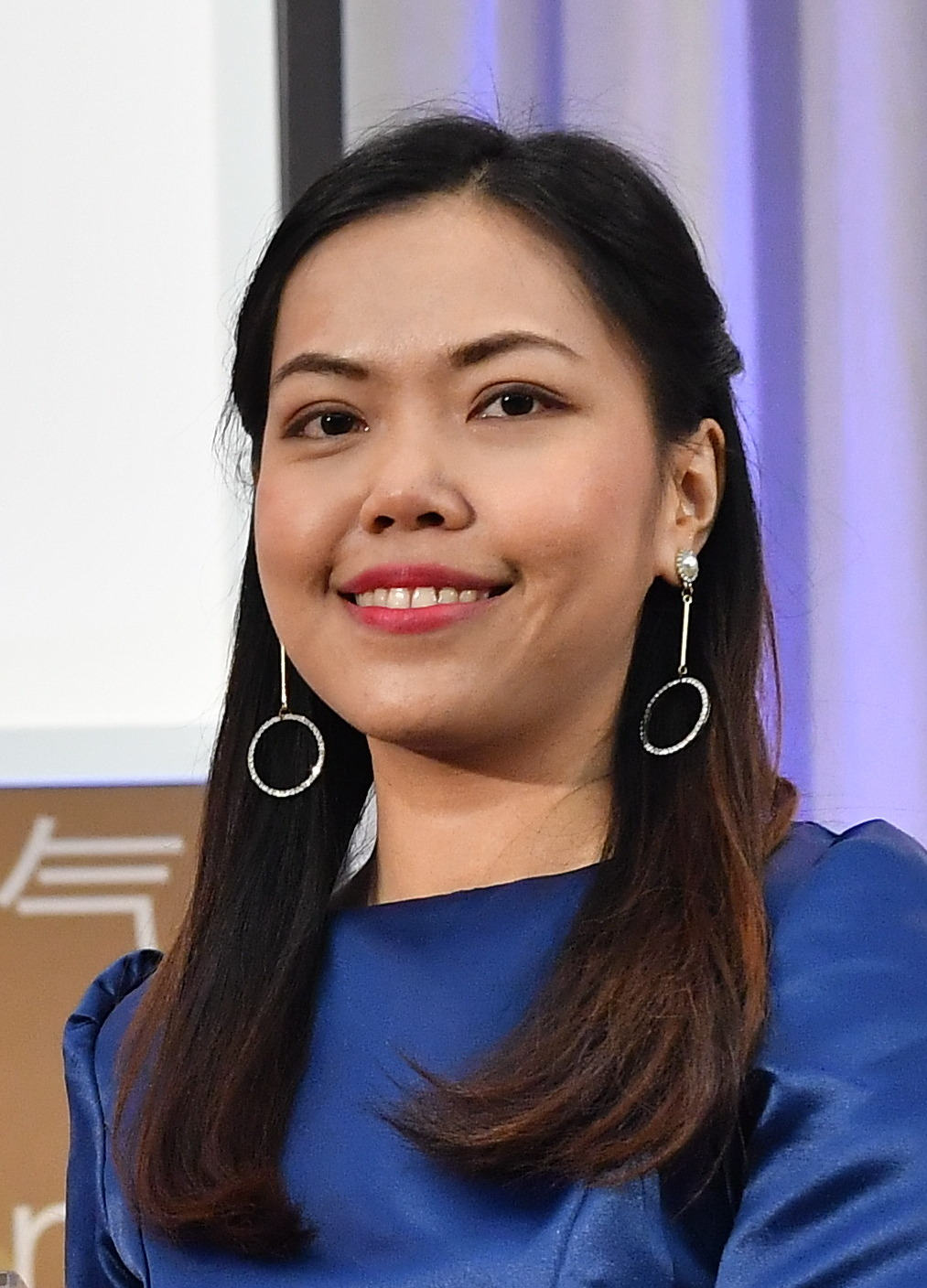
Sirikan Charoensiri (2018)

„June“ Sirikan Charoensiri (thailändisch ศิริกาญจน์ เจริญศิริ; * 1986 in Yasothon) ist eine thailändische Rechtsanwältin. Für ihren Einsatz für die Menschenrechte unter der Militärregierung des Landes erhielt sie 2018 den International Women of Courage Award des Außenministeriums der Vereinigten Staaten und weitere Auszeichnungen.

## Engagement
Sirikan Charoensiri gründete im Mai 2014, unmittelbar nach dem Staatsstreich von General Prayut Chan-o-cha mit anderen Anwälten die Thai Lawyers for Human Rights (TLHR; Thailändische Anwälte für Menschenrechte). Die Gruppe dokumentiert Menschenrechtsverstöße unter der Militärregierung und gibt in diesen Fällen unentgeltliche Hilfen in Rechtsfragen. TLHR hat seit dem Militärputsch Hunderte von Klienten vertreten, die politisch motivierten Anklagen ausgesetzt sind. Aufgrund der politischen Sensibilität ihrer Arbeit wurden die Anwälte und Mitarbeiter der THLR und insbesondere Charoensiri regelmäßig Belästigungen, Einschüchterungen und strafrechtlichen Anklagen ausgesetzt. Im Jahr 2016 wurde Charoensiri als erste Anwältin unter der Militärregierung wegen Volksverhetzung angeklagt, hinzu kamen zwei weitere Anklagen.

## Ehrungen
Sirikan Charoensiri erhielt am 23. März 2018 den “International Women of Courage Award”. Unter den zehn Ausgezeichneten des Jahres waren auch Roya Sadat, Aiman Omarowa und Feride Rushiti, die sich für Frauenrechte in Afghanistan, politische Gefangene in Kasachstan bzw. Folteropfer im Kosovo einsetzen. Der Preis wurde ihnen von Melania Trump verliehen.
Im selben Jahr wurde Charoensiri mit dem „Deutsch-Französischen Preis für Menschenrechte und Rechtsstaatlichkeit“ ausgezeichnet. In den Niederlanden erhielt sie im Mai 2017 als erste Frau den vierten “L4L-Award” (Lawyers for Lawyers – Anwälte für Anwälte).